# Stilbia bongiovannii
Stilbia bongiovannii là một loài bướm đêm trong họ Noctuidae.